# Olivier Greif
Olivier Greif (ur. 3 stycznia 1950 w Paryżu, zm. 13 maja 2000 tamże) – francuski kompozytor. Urodził się w rodzinie polskich Żydów. Zaczął komponować w wieku 9 lat. Studiował w Konserwatorium Paryskim i Juilliard School. Skomponował około 100 dzieł, m.in. " Veni Creator", "Sonate de Requiem" na wiolonczelę i fortepian, trzy sonaty na skrzypce i fortepian, kwartety smyczkowe, koncerty.